# Ecorregión de agua dulce Paraná inferior
La ecorregión de agua dulce Paraná inferior (en  inglés Lower Paraná) (345) es una georregión ecológica acuática continental situada en el centro-este de América del Sur. Se la incluye en la ecozona Neotropical.

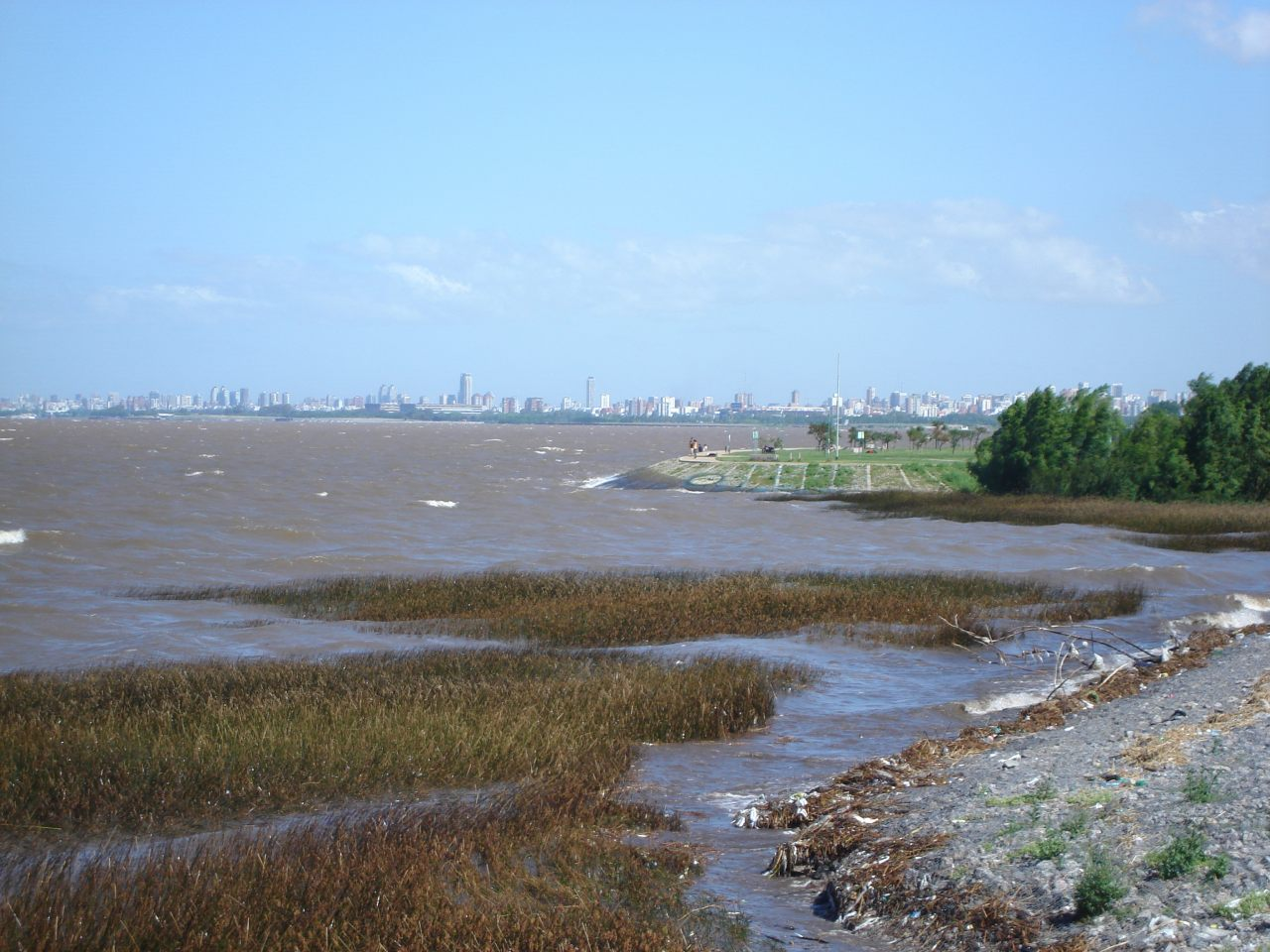
Río de la Plata, en la costa del partido de San Isidro, en la provincia argentina de Buenos Aires; ecorregión de agua dulce Paraná inferior.

## Distribución

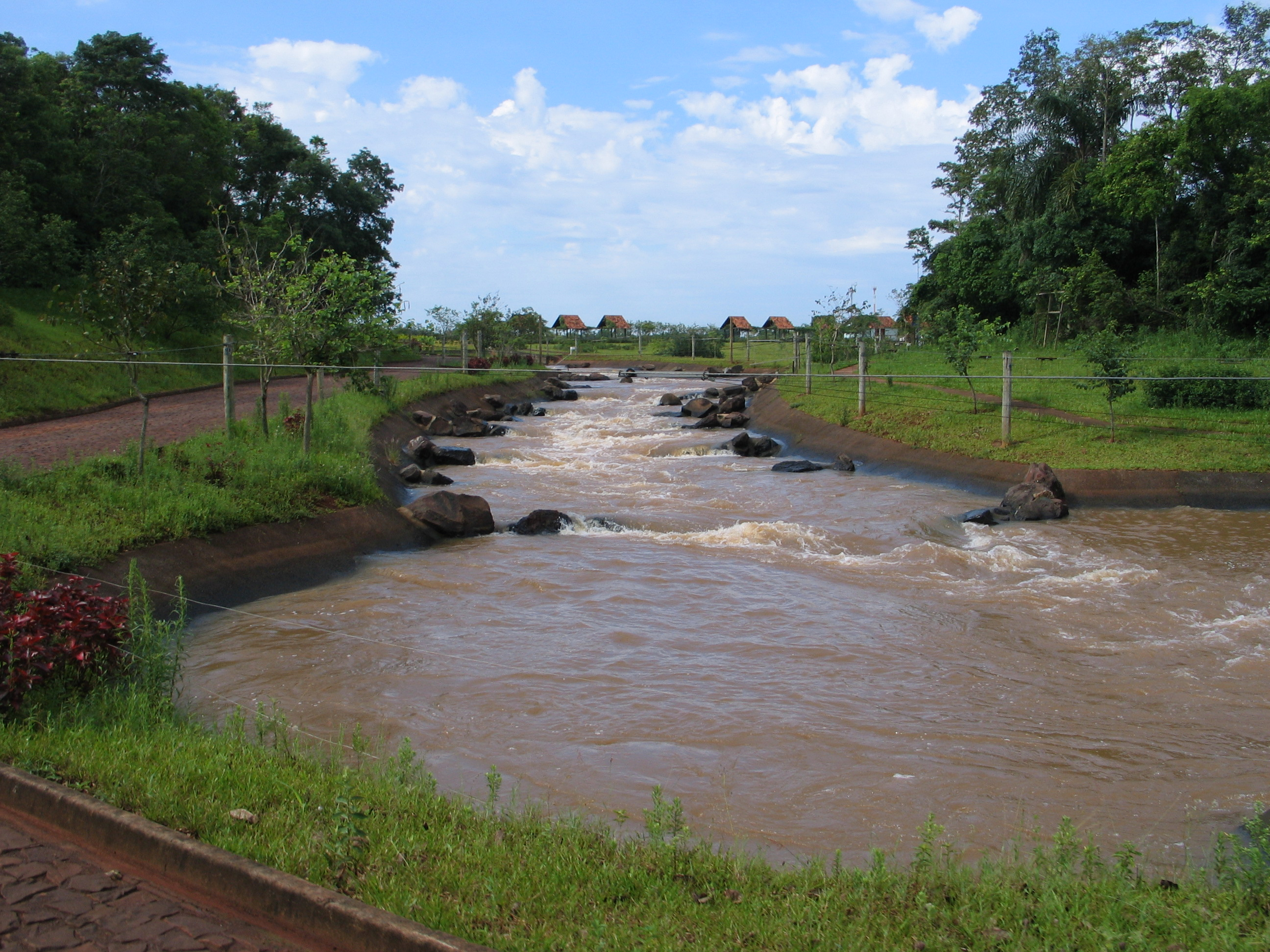
El canal artificial que conencta las aguas del río Paraná, situadas al pie de la represa de Itaipú, con las de su embalse; conectando artificialmente de este modo, a dos ecorregiones de agua dulce originalmente aisladas, desde el punto de vista de sus ictiofaunas.

Se distribuye mayormente en el nordeste y centro-este de la Argentina, en el sur y sudeste del Paraguay, y en el sur y sudoeste del Uruguay. Marginalmente también se encuentra en el extremo sudoeste del estado de Paraná, en el sudeste del Brasil. 
Su eje es el Río de la Plata – río Paraná. Sobre este último curso fluvial, originalmente el límite superior se encontraba en los grandes Saltos del Guairá, los que la separaban de la ecorregión de agua dulce Paraná superior (ubicada en el tramo del río inmediatamente anterior a los saltos), pero con la construcción de la represa de Itaipú la cual cubrió esas cataratas con un enorme embalse, la ecorregión Paraná inferior perdió el tramo del río en el cual hoy se encuentra el lago artificial, área que pasó a la anterior. Como el dique de dicha represa permite transponer a los peces del embalse hacia aguas abajo del mismo, por intermedio de sus vertederos primero, y luego por un canal construido ex profeso para posibilitar la migración desde aguas abajo hacia el embalse, las especies que otrora eran endémicas de las aguas situadas río arriba de las cataratas, y que luego invadieron todo el lago artificial, ahora pueden expandir su geonemia hacia el sur, en sectores del río Paraná con las mismas características físicoquímicas, habiéndose capturado por esta razón, ejemplares de esas especies en el extremo nordeste de la Argentina (país en donde antes de construirse Itaipú no habitaban), por ejemplo la corvina de río gigante (Plagioscion squamosissimus) y el dorado plateado (Salminus hilarii). Es por ello que el límite entre las ecorregiones de agua dulce Paraná inferior - superior pasó a ser ecotonal o más difuso, y no drástico como era originalmente.

## Especies características
Entre las especies características destacan algunos endemismos, como por ejemplo, algunas especies del género Corydoras: C. gladysae, C. petracinii, C. microcephalus, C. diphyes, etc.